# Antoni Chruściel
Antoni Chruściel, poljski general, * 16. junij 1895, † 30. november 1960, Washington, D.C..